# 革命アイドル暴走ちゃん
革命アイドル暴走ちゃん（かくめいアイドルぼうそうちゃん、英称: Miss Revolutionary Idol Berserker）は、二階堂瞳子が主宰する日本のパフォーマンス劇団。アイドル文化やおたく文化、アニソンなどを大胆に取り入れた独自の演出スタイルを持ち、観客を巻き込む過激で熱狂的なライブパフォーマンスを展開する。2013年の結成当初からヨーロッパを中心に海外で活動を開始し、国内外の主要な演劇祭や芸術祭に招聘されている。

## 来歴
主宰の二階堂瞳子は、桜美林大学在学中に地下アイドルとしての活動経験を持つ。この経験から「文化は観客側にある」という着想を得て、2008年に前身となる劇団「バナナ学園純情乙女組」（バナナがくえんじゅんじょうおとめぐみ）を結成した。同劇団では、おたく（ドルオタ）が行う応援パフォーマンス（ヲタ芸）やアニメソング、アイドルソング、学生運動などの要素をコラージュした、観客参加型の狂騒的なライブパフォーマンス「おはぎライブ」を展開し、注目を集めた。
「バナナ学園純情乙女組」は2012年末に解散。翌2013年4月、二階堂は新たに「革命アイドル暴走ちゃん」を結成した。同年8月には、スイスの「テアターシュペクターケル」、オランダの「ノーダーゾン・パフォーミングアーツフェスティバル」、ドイツの「インターナショナル・サマーフェスティバル・ハンブルク」からの招聘を受け、ヨーロッパ3ヶ国ツアーを旗揚げ公演として実施するという異例のスタートを切った。
以降、国内外で精力的に活動を展開。海外ではヨーロッパ各国のほか、オーストラリア、アジア諸国などの主要な演劇祭・芸術祭に招聘され、特に2016年にはロンドンのバービカン・センターで約2週間のロングラン公演を成功させた。日本国内では、2014年にこまばアゴラ劇場で初の本格的な公演を行い、2019年には松竹株式会社と提携してインバウンド観光客向けの公演「暴走ちゃんの暴走」を上演するなど、活動の幅を広げている。

## 主宰者・二階堂瞳子
二階堂 瞳子（にかいどう とうこ、1986年10月16日 - ）は、北海道札幌市出身の演出家、振付家、俳優。桜美林大学総合文化学群演劇専攻卒業。
大学在学中より、自身の地下アイドル経験を基に、日本のサブカルチャーをモチーフとしたパフォーマンス作品の創作を開始。前身「バナナ学園純情乙女組」を経て、2013年に「革命アイドル暴走ちゃん」を旗揚げ。演出・構成・振付の全てを手掛ける。その緻密な構成力と、30名を超える出演者を統率する手腕から「女帝」と評されることもある。
「驚きのないものに人は感動しない」という信念を持ち、観客の五感や価値観を激しく揺さぶる体験型のパフォーマンスを追求している。劇団外でも、村上隆主宰の芸術祭「GEISAI#20」や全国高等学校演劇大会で審査員を務めたほか、美術手帖で特集が組まれる、映画『あの娘、早くババアになればいいのに』（2014年）の振付を担当するなど、多方面で活動している。

## 作風・パフォーマンス

### おはぎライブ
劇団のパフォーマンスは、前身「バナナ学園純情乙女組」時代から続く「おはぎライブ」と呼ばれる独自のスタイルを基盤としている。これは、日本のサブカルチャー、特にアニメソングやアイドルソングなどを大音量でノンストップにリミックスし、その音楽に合わせて出演者が激しく、かつ統制されたダンスやパフォーマンスを繰り広げるものである。
舞台上ではサイリウム、旗、紙吹雪、ぬいぐるみ、映像プロジェクションといった多種多様な小道具や演出が用いられ、視覚的にも聴覚的にも圧倒的な情報量が観客に押し寄せる。時には水、ワカメ、豆腐などの食品が飛び交うこともあり、観客にはレインコート（ポンチョ）の着用が推奨されるなど、過激な演出が特徴である。

### 観客参加型と「制御された混沌」
パフォーマンスは客席にも及び、出演者が観客に小道具を手渡したり、一緒に踊ったり、直接的なコミュニケーションを取ったりするなど、舞台と客席の境界線を曖昧にする演出が多用される。「強制参加型エンターテインメント」とも称されるように、観客は単なる鑑賞者ではなく、パフォーマンスの一部として巻き込まれる体験をする。
一見すると無秩序でカオスのような光景だが、そのパフォーマンスは二階堂瞳子の緻密な構成と演出によって高度に統制されており、「制御された混沌（controlled chaos）」と評される。この予測不可能性と計算された構成の同居が、劇団のパフォーマンスの大きな特徴となっている。

### テーマとモチーフ
作品は、現代日本のおたく文化やアイドル文化が持つ熱狂、消費社会、フェティシズムなどをテーマとしている。セーラー服やスクール水着といった衣装、ヲタ芸の動き、学生運動を思わせる旗やコールなどがモチーフとして用いられ、日本の現代文化の断片が過剰なエネルギーと共に提示される。

## 主な公演

### 国内公演
| 年月       | 公演タイトル                     | 会場                           | 備考                   |
| ---------- | -------------------------------- | ------------------------------ | ---------------------- |
| 2014年2月  | 騒音と闇                         | 相鉄本多劇場（横浜）           | TPAMショーケース参加   |
| 2014年9月  | 騒音と闇 ドイツ凱旋ver.          | こまばアゴラ劇場（東京）       | 東京初公演             |
| 2015年1月  | うぇるかむ★2015 〜革命の夜明け〜 | 絵空箱（東京）                 | 新春特別公演           |
| 2017年2月  | イカれた女子が世界を救う         | 横浜人形の家 あかいくつ劇場    |                        |
| 2017年10月 | （ゲリラパフォーマンス）         | 横浜市黄金町エリア             | 黄金町バザール2017参加 |
| 2018年2月  | 萌え萌え♥ハリケーン              | 横浜人形の家 あかいくつ劇場    | 短編公演               |
| 2018年10月 | 暴走桜                           | しもきた空間リバティ（東京）   | [ 5 ]                  |
| 2019年7月  | 暴走ちゃんの暴走                 | 花まる学習会王子小劇場（東京） | 松竹との提携公演       |

### 海外公演
| 年月        | 公演タイトル                                                     | 国             | 都市                 | 会場 / フェスティバル                            |
| ----------- | ---------------------------------------------------------------- | -------------- | -------------------- | ------------------------------------------------ |
| 2013年8月   | Miss Berserker ATTTTTACKS!! Elektro☆Shock☆Luv☆Luv☆Luv☆Shout!!!!! | スイス         | チューリッヒ         | テアターシュペクターケル                         |
| 2013年8月   | Miss Berserker ATTTTTACKS!! Elektro☆Shock☆Luv☆Luv☆Luv☆Shout!!!!! | オランダ       | フローニンゲン       | ノーダーゾン・パフォーミングアーツフェスティバル |
| 2013年8月   | Miss Berserker ATTTTTACKS!! Elektro☆Shock☆Luv☆Luv☆Luv☆Shout!!!!! | ドイツ         | ハンブルク           | インターナショナル・サマーフェスティバル         |
| 2014年8月   | Noise and Darkness                                               | ドイツ         | ハンブルク           | インターナショナル・サマーフェスティバル         |
| 2014年8月   | Noise and Darkness                                               | ドイツ         | ベルリン             | タンツ・イム・アウグスト                         |
| 2015年      | Dawn of the revolution                                           | ドイツ         | ミュンヘン           | Muffatwerk                                       |
| 2015年      | Dawn of the revolution                                           | オーストリア   | クレムス             | ドナウ・フェスティバル                           |
| 2015年      | Rebirth                                                          | オーストラリア | アデレード           | OzAsia Festival                                  |
| 2016年6-7月 | Extreme Voices (Miss Revolutionary Idol Berserker として上演)    | ドイツ         | ブラウンシュヴァイク | Theaterformen Festival                           |
| 2016年6-7月 | Extreme Voices (Miss Revolutionary Idol Berserker として上演)    | ドイツ         | ハノーファー         | Schauspiel Hannover                              |
| 2016年6-7月 | Extreme Voices (Miss Revolutionary Idol Berserker として上演)    | ポーランド     | ポズナン             | Malta Festival Poznań                            |
| 2016年6-7月 | Extreme Voices (Miss Revolutionary Idol Berserker として上演)    | イギリス       | ロンドン             | バービカン・センター (LIFT Festival)             |
| 2018年2月   | Totes Adorbs♥Hurricane                                           | オランダ       | ロッテルダム         | ロッテルダム国際映画祭                           |
| 2019年10月  | Berserker × Berserker (Totes Adorbs ❤ Hurricane として上演)      | オーストラリア | アデレード           | OzAsia Festival / Nexus Arts                     |

※上記以外にも、中国、韓国、イスラエルなどでの公演歴があるとされる。

## 評価
革命アイドル暴走ちゃんのパフォーマンスは、その斬新さと過激さから国内外で大きな注目を集める一方で、賛否両論を呼んでいる。
- 日本のサブカルチャーを凝縮したエネルギーと、観客を巻き込む祝祭的な空間作りは高く評価され[1]、特に海外の演劇祭では熱狂的な支持を得ている[3]。
- ガーディアン紙はロンドン公演を「日本のポップカルチャーを無慈悲に風刺したもの」であり、その空虚な核心を突いていると評した[8]。
- City A.M.は同公演を「45分間の五感への襲撃（sensory assault）」と表現した[9]。
- オーストラリア公演では「日本の若者文化の音と怒りで、観客を爆発させる」と評された[1]。
- 水や食品が飛び交う演出や、観客への直接的なアプローチは「刺激が強すぎる」「理解し難い」といった意見もあり、特に国内の演劇界からは当初、そのスタイルに対する戸惑いや批判も見られた[13]。

## 受賞歴・顕彰
- 2015年：The Otto Retter Theatre of Cruelty Award 2015 （オーストリア、ドナウ・フェスティバル、美術館 OTTO RETTER INSTITUTE より）[1][3]
- 2016年：The Children's Choice Awards 優勝 （イギリス、LIFT Festival）[14]
- 2019年：第22回岡本太郎現代芸術賞 入選（二階堂瞳子名義、入選作品『暴走の肉塊』）[15]

## コラボレーション
- 松竹株式会社：2019年に提携し、インバウンド向けの常設劇場展開を目指した公演「暴走ちゃんの暴走」を上演[3]。
- キュンチョメ（現代美術アーティスト）：ドキュメンタリー映画のDVDパッケージデザインでコラボレーション[16]。

## メディア出演・掲載

### テレビ番組
- アメージパング!（TBSテレビ）：二階堂瞳子が2015年よりレギュラーゲスト出演[1]。
- カンニング竹山の遊びじゃねえんだよ!!（BSフジ）：二階堂瞳子が2016年に審査員として出演[1]。

### CM
- Google Android：「みんなの Andoroid」キャンペーン（2015年）[17]

### 雑誌・ウェブメディア
- 美術手帖：二階堂瞳子の特集記事掲載[1]。
- ニューヨーク近代美術館（MoMA）ウェブマガジン：レビュー掲載（2013年）[1][3]。
- TANZ（ドイツのダンス専門誌）：表紙掲載（2014年8・9月合併号）[18]。
- ガーディアン、The Stageなど、海外の主要メディアでも公演レビューやインタビューが多数掲載されている。

### その他
- 暴走ちゃんねる：劇団独自のインターネット番組を配信[17]。
- 安心、安全、暴走ちゃん：東京都文化活動支援事業「アートにエールを！東京プロジェクト」参加作品（2020年）[19]。